# Teton County, Montana
Teton County är ett administrativt område i delstaten Montana, USA, med 6 073 invånare. Den administrativa huvudorten (county seat) är Choteau.

## Geografi
Enligt United States Census Bureau så har countyt en total area på 5 939 km². 5 887 km² av den arean är land och 52 km² är vatten. 

### Angränsande countyn
- Pondera County, Montana - nord
- Chouteau County, Montana - öst
- Cascade County, Montana - syd
- Lewis and Clark County, Montana - syd
- Flathead County, Montana - väst